# Гуральский лад
Гуральский лад — лад, характерный для музыкального фольклора Карпат, в частности Подгальского региона Польши (прежде всего, гуральского фольклора). Гуральский лад — в основе мажорный, но отличается повышенной четвёртой и пониженной седьмой (как в миксолидийском ладу) ступенями. Близким к гуральскому является гуцульский лад.
В англоязычной литературе лад известен как «лидийский доминантовый» (англ. Lydian dominant scale), в русскоязычной литературе встречается термин «лидийско-миксолидийский».